# Csömény
Csömény település Romániában, Szilágy megyében.

## Fekvése
Nagyilondától délkeletre, a Szamos folyó bal partján, Kornislaka és Buzamező között fekvő település.

## Nevének eredete
Csömény település nevét a szláv cemin (kömény) szóból vette.

## Története
Nevét az oklevelek 1554-ben említették Haraztos néven, 1590-ben pedig Csoma néven írták.
Kezdetektől fogva a Kolozs vármegyei Almásvárához tartozott.
1554-ben Somi Anna Balassa Imre özvegye birtokának negyedét férjének Patolcsi Boldizsárnak hagyta.
1557-ben pelsőczi Bebek Ferencé, aki itteni részét nejének Somi Annának adta.
1556-ban II. János király a birtok felét néhai Bebek Ferenctől elkobozta, és azt Báthory Istvánnak és nejének Domiska Katának hagyta. A birtok másik fele Balassa Zsófiáé lett.
1627-ben Haller György és Zsigmond és Bánffy László birtoka volt.
1658-ban Kornis Ferencé, 1694-ben Kornis Zsigmondé volt.
1696-ban hódoltsági falu volt.
1723-ban Kornis Zsigmond és István osztották meg egymás közt a birtokot.
1891-ben 260 lakosa volt, melyből 1 római katolikus, 11 izraelita, 8 zsidó, 240 görögkatolikus oláh. A házak száma 51 volt.
1898-ban a Kertész, Elekes, Szarvadi és Újvári családoké.
Csömény a trianoni békeszerződés előtt Szolnok-Doboka vármegye Nagyilondai járásához tartozott.

## Nevezetességek
- Görögkatolikus templomát 1876-ban szentelték fel Mihály és Gábor arkangyalok tiszteletére.

## Híres szülöttei
- Itt született 1827. február 18-án Benedek József színész, a Nemzeti Színház tagja.